# Брюно Лафон
Брюно́ Лафо́н (фр. Bruno Lafon; 8 червня 1956) — генеральний директор (фр. Président-Directeur général) та голова правління (англ. Chairman) групи «Lafarge», головний виконавчий директор групи (фр. Administrateur, англ. Chief Executive Officer).
Народився у 1956 р. Вчився в «Вищому комерційному інституті» (фр. École des Hautes Études Commerciales) у Парижі, випуск 1977 р., та у «Національному інституті управління» (фр. École Nationale d'Administration) у Парижі, випуск 1982 р.
Брюно Лафон розпочав кар'єру в «Lafarge» у 1983 р. До 1994 р. він обіймав різні посади у сфері фінансів та міжнародного розвитку. Зокрема 4 роки Брюно Лафон працював у Туреччині, керуючи представництвом групи в цій країні та розвиваючи групу у Туреччині та на Близькому Сході.
Брюно Лафона було прийнято до Виконавчого комітету групи у 1994 р. та призначено Виконавчим віце-президентом з фінансів (англ. Group Executive Vice-President, Finance, фр. Directeur général adjoint Finances du Groupe). У 1998 р. він став президентом підрозілу (напрямку) «Гіпс», відповідаючи за міжнародний розвиток групи в Азії, Європі та Північній Америці.
У травні 2003 р. Бруно Лафона було призначено Головним операційним директором групи (англ. Chief Operating Officer, фр. Directeur général délégué du Groupe), у його сфері відповідальності знаходилися підрозділ (напрямок) «Цемент» та північноамериканський бізнес групи щебеню та бетону. Брюно Лафон сприяв прискоренню розвитку цементного бізнесу групи в Азії, зокрема, завдяки спільному підприємству з компанією «Shui On» у Китаї. Він також визначив інновації ключовом фактором ринкової диференціації та доданої вартості у тому, що стосується виробництва бетону.
Під керівництвом Брюно Лафона «Lafarge» почав перегляд візії групи, принципів її роботи та пріоритетів для усіх співробітників.
Бруно Лафона було призначено членом Ради директорів групи 25 травня 2005 р.
З 1 січня 2006 р. Брюно Лафарж став генеральним директором, запустивши проект «Excellence 2008» у червні того самого року. У 2006 р. було реалізовано 2 великі стратегічні проекти: викуп частки міноритарних акціонерів у «Lafarge Північна Америка» та продаж напрямку «Покрівельні матеріали».
У травні 2007 р. Бруно Лафона було призначено генеральним директором і головним виконавчим директором групи.
У грудні 2008 року Брюно Лафон керував процесом придбання компанії «Orascom Cement», провідного гравця ринку цементу на Близькому Сході та у басейні Середземного моря. Це призвело до швидкого розвитку групи у країнах, що розвиваються.
Бруно Лафон є співголовою «Всесвітньої ради з екологічного розвитку цементної галузі» (англ. World Business Council for Sustainable Development's (WBCSD) Cement Sustainability Initiative), яка об'єднує найбільших виробників цементу у світі. Він також є співголовою «Ініціативної ради з енергоефективного будівництва» (англ. Energy Efficiency in Buildings initiative). Брюно Лафон є спеціальним радником мера найбільшого міста у світі Чунцін, Китай (32 мільйони мешканців).
Брюно Лафон є членом ради компанії «EDF», Франція.
Термін повноважень Брюно Лафона в «Lafarge» закінчується на момент проведення загальних зборів акціонерів щодо затвердження фінансової звітності за 2012 фінансовий рік.
Бруно Лафон має у власності 24.006 акцій групи «Lafarge».